# ホルコディスクス
ホルコディスクス（学名：Holcodiscus）は、ホルコディスクス科に分類される絶滅したアンモナイトの属。この属の種は動きが速い遊泳肉食動物であった。この属のタイプ種はアンモナイト・カイラウディアヌス（Ammonites caillaudianus）である。

## 概要
渦の断面は円形から長方形。細く、低く、直線状または湾曲した単純、または分岐した肋がある。細く、高く、拡大した肋で周期的に切断され、側部および腹側部の結節がある。内側の渦は、渦の断面が凹んでいる傾向があり、オルコステファヌスに似ていた。

## 種
以外は、記載されているホルコディスクスの種を示したもの。
- Holcodiscus caillaudianus d'Orbigny 1850
- Holcodiscus camelinus d'Orbigny 1850
- Holcodiscus hauthali Paulcke 1907
- Holcodiscus tenuistriatus Paulcke 1907

## 分布
この属の種の化石は、オーストリア、ブルガリア、チリ、コロンビア、チェコ、スロバキア、フランス、イタリア、モロッコ、スペイン、ロシアの白亜紀の堆積物から発見されている。

## ギャラクシー

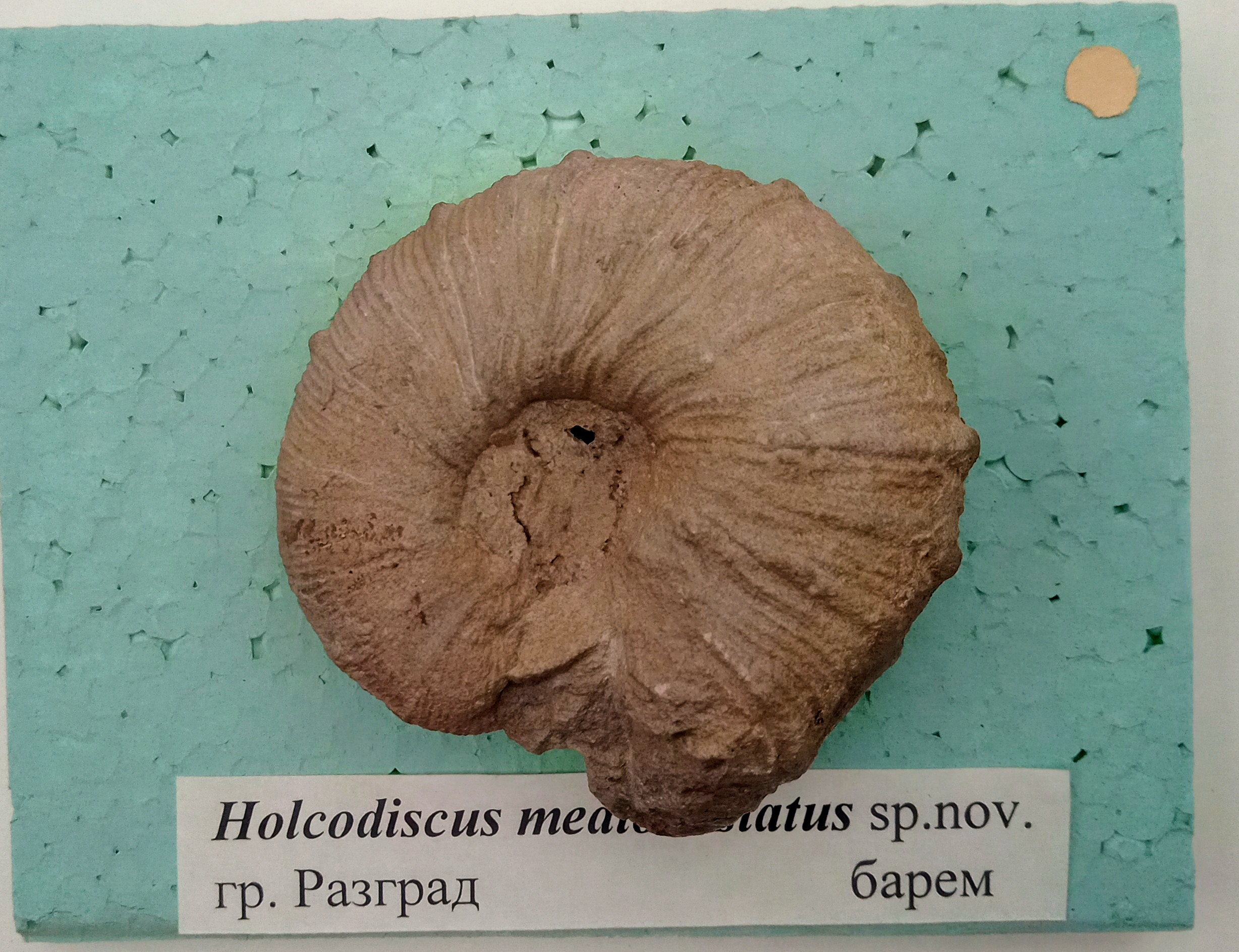
ソフィア大学古生物学・歴史地質学博物館所（英語版）にあるホルコディスクス・メディロコスタトゥス（Holcodiscus mediocostatus）。ラズグラトのバレミアンの地層から発見された。